# Aleksandr Zograf
Aleksandr Nikołajewicz Zograf (ur. 14 lutego?/26 lutego 1889 w Moskwie, zm. 17 stycznia 1942 w Leningradzie) – rosyjski (i radziecki) historyk, zasłużony badacz i znawca numizmatyki starożytnej.

## Życie i działalność
Urodzony w rodzinie pochodzenia niemieckiego, był synem profesora Uniwersytetu Moskiewskiego, zoologa Nikołaja J. Zografa. Po ukończeniu z wyróżnieniem (złoty medal) gimnazjum w Moskwie (1907), podjął studia uniwersyteckie na wydziale historyczno-filologicznym Uniwersytetu Moskiewskiego, zakończone w 1912 obroną pracy kandydackiej z filologii łacińskiej. Wykładał następnie (1913–1918) grekę i łacinę w moskiewskich gimnazjach prywatnych, zajmując się równocześnie przekładami pism autorów starożytnych (zwłaszcza Cycerona i Pliniusza Starszego). W 1913 wybrany członkiem korespondentem Moskiewskiego Towarzystwa Numizmatycznego, którego od 1917 r. był członkiem rzeczywistym.
Uczeń wybitnego numizmatyka Aleksieja Oriesznikowa (1855–1933), od 1914 był pracownikiem Muzeum Sztuk Pięknych przy Uniwersytecie Moskiewskim (obecnie Muzeum Sztuk Pięknych im. Puszkina w Moskwie) – najpierw jako praktykant, a następnie jako kurator zbioru numizmatycznego. Po przeniesieniu w listopadzie 1922 do Leningradu podjął pracę w Ermitażu, gdzie w 1930 został kustoszem sekcji starożytności w dziale numizmatyki, a od 1935 – jego kierownikiem. W latach 1925–1927 wykładał na Uniwersytecie Leningradzkim, a później (1933–1936) w innej tamtejszej wyższej uczelni (Instytut Historii, Filozofii i Literatury).
W okresie 1926–1939 odbył sześć naukowych wyjazdów dla zapoznania się ze zbiorami monet greckich w muzeach Odessy, Mikołajowa, Olbii, Chersonia, Eupatorii, Sewastopola, Kercza i Kijowa, dzięki czemu stał się najlepszym znawcą numizmatyki antycznej północnych ziem nadczarnomorskich. Aktywny popularyzator wiedzy (odczyty, konsultacje, organizacja wystaw), publikował również w wydawnictwach zagranicznych (Numismatic Chronicle, Zeitschrift für Numismatik). Uczestniczył w pracach wykopaliskowych w Olbii i Kerczu. W uznaniu dla wybitnej wiedzy i zasług przyznano mu w 1940 doktorat honoris causa nauk historycznych.
Dziełem jego życia była fundamentalna praca o charakterze podręcznikowym Anticznyje monety, przerwana przez wojnę i wydana dopiero pośmiertnie. Mając poważnie nadwerężone zdrowie, po długiej i ciężkiej chorobie zmarł zimą 1942 podczas blokady oblężonego przez Niemców Leningradu; pochowany na tamtejszym cmentarzu Wołkowskim.

### Inne ważniejsze publikacje
- Римские монеты в Ольвии. Ленинград 1930
- Монеты «Герая». Ташкент 1937
- Античные золотые монеты Кавказа. Ленинград 1936
- Монеты Тиры. Москва 1957 (pośmiertnie)
- Денежное обращение и монетное дело Северного Причерноморья. W Античные города Северного Причерноморья. Москва-Ленинград 1955 (pośmiertnie)